# Зикурат

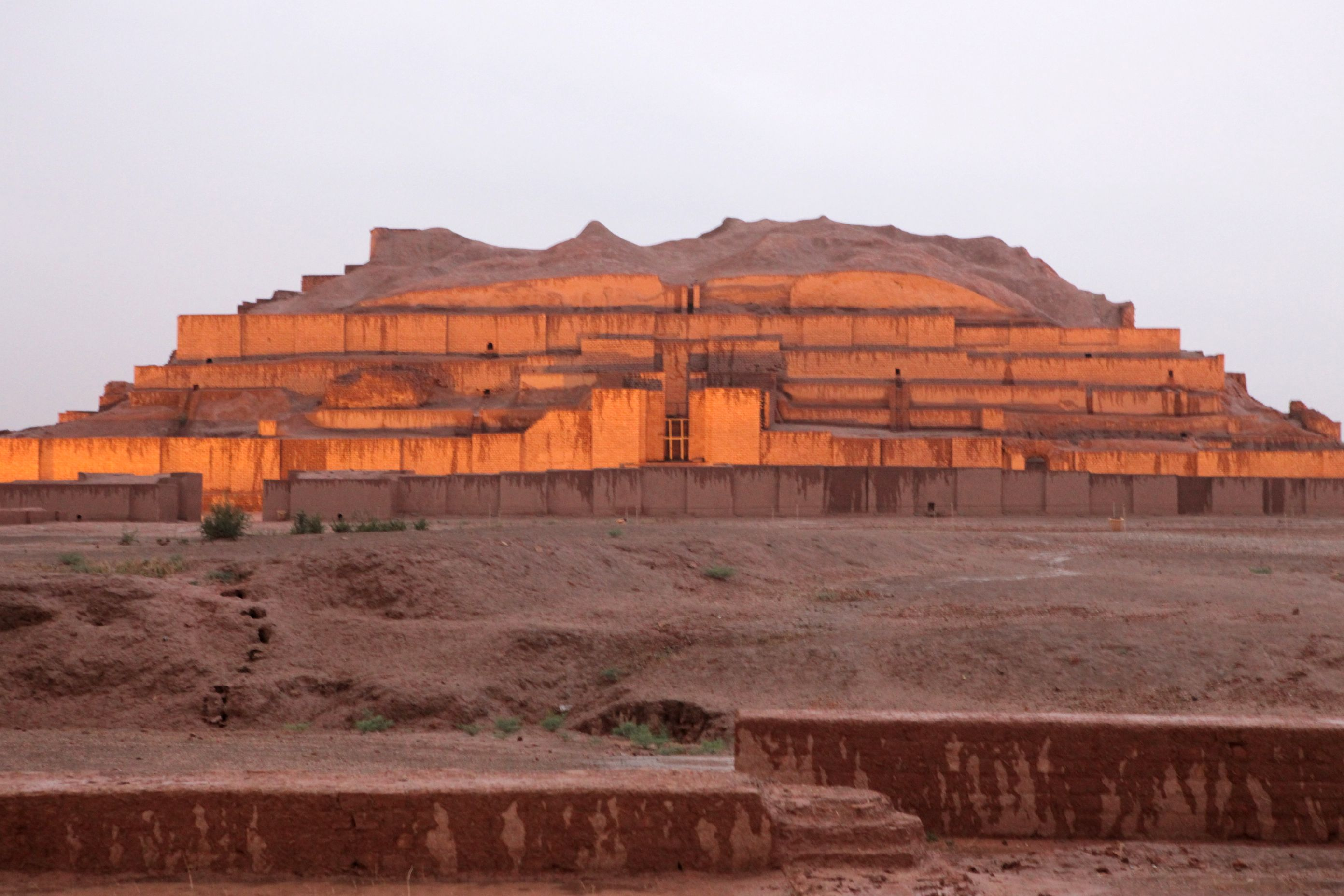
5-ступеневий зикурат релігійного центру Еламу Дур-Унташ (нині — Чога-Занбіль), 13 ст. до н. е.

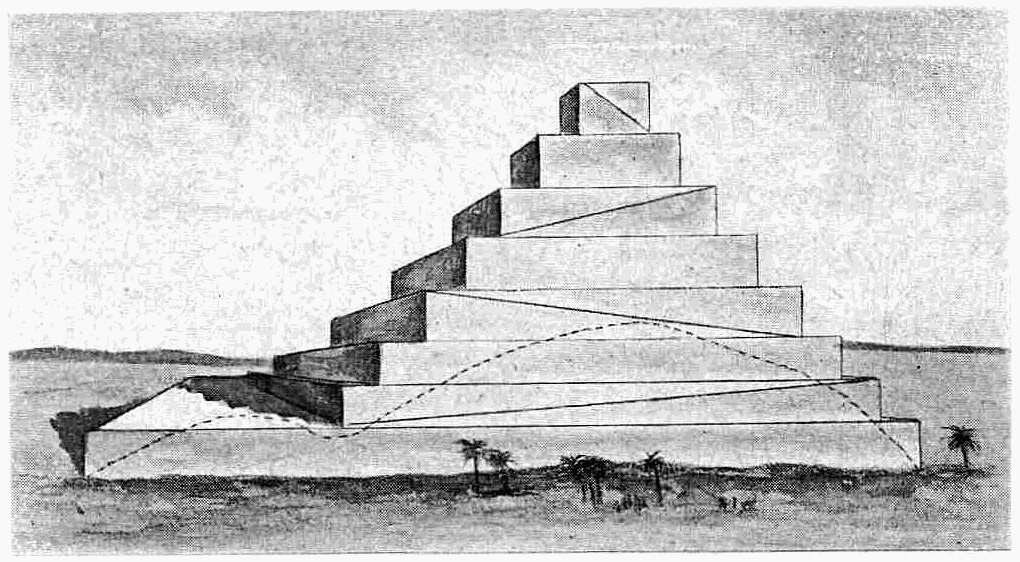
Графічна реконструкція зикурату Етеменанкі. Автор — Жан Жак Елізе Реклю, 1905

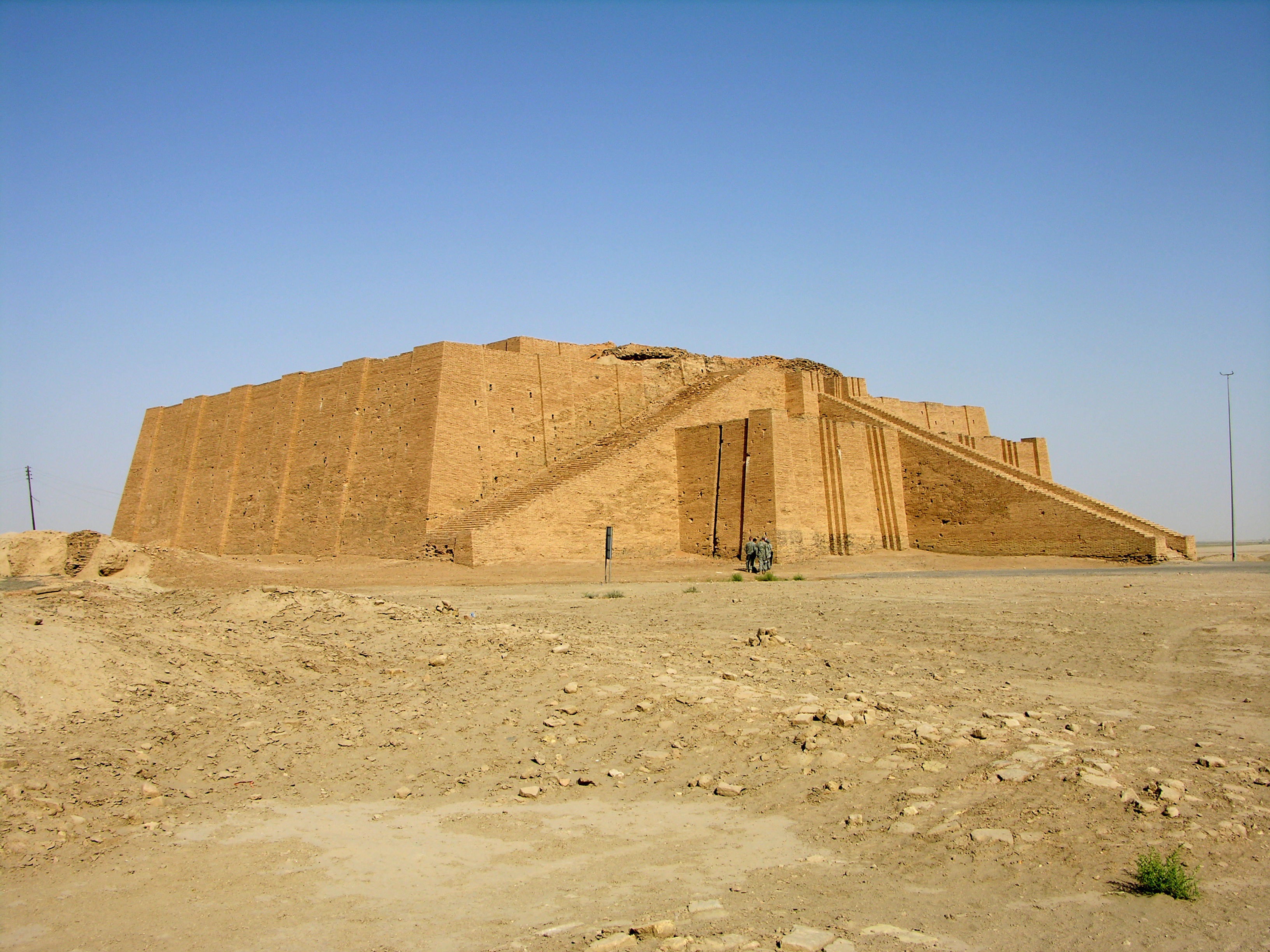
Зикурат царя Ур-Намму в Урі, кінець III тис. до н. е.

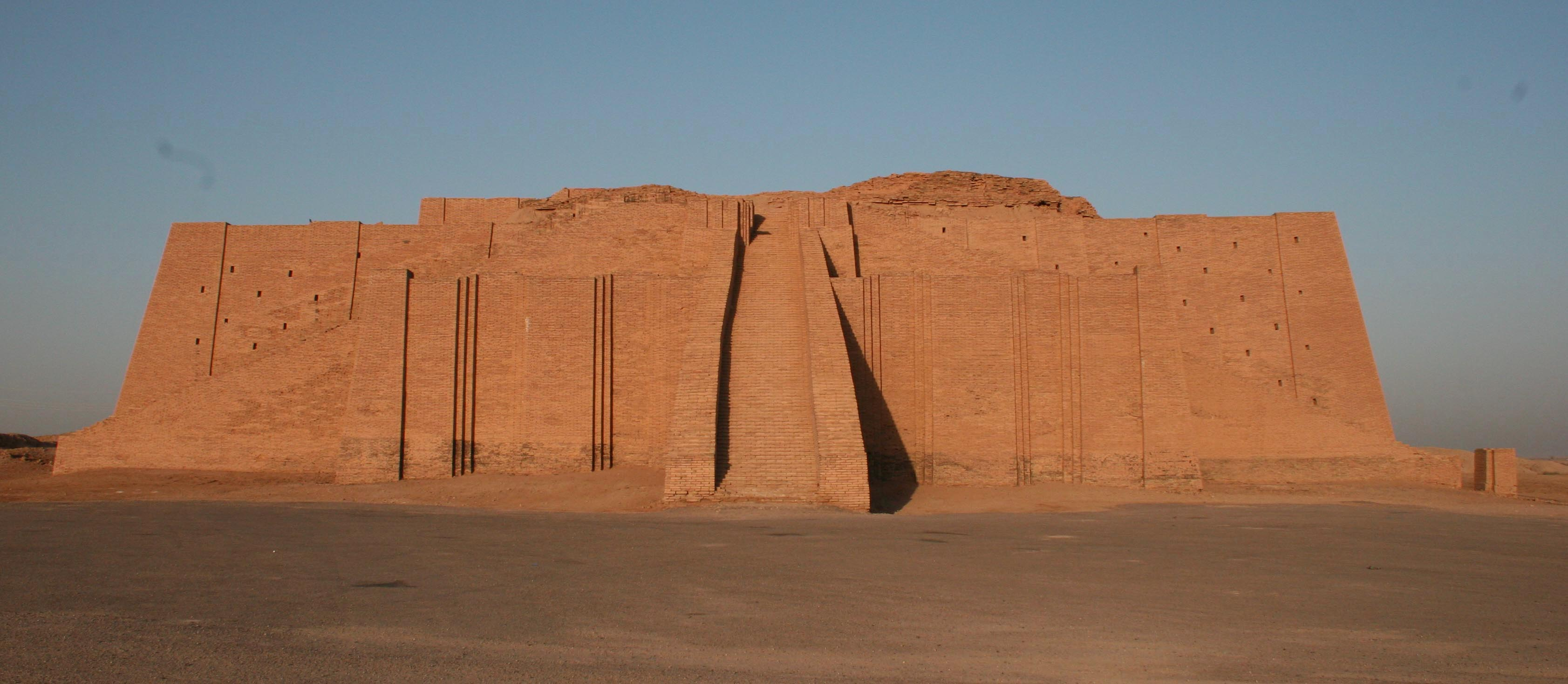
Зикурат в Урі

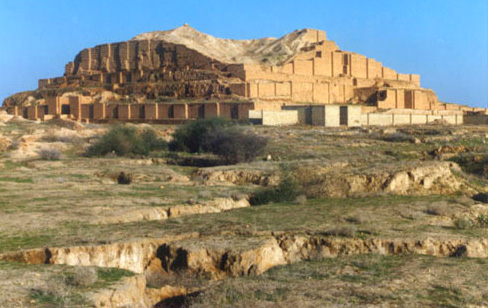
Дур-Унташ або Чогха-Занбіль, побудований у XIII ст. до н. е. Унташ Напіріша та знаходиться біля Суз — один з найкраще збережених зикуратів. У пізній період був не стільки храмовою спорудою, скільки адміністративним центром, де знаходилася адміністрація та архіви.

Зикура́т (аккад. ziqqurrat — вершина, зокрема вершина гори) — східчаста культова споруда в стародавньому Межиріччі. Такі споруди, датовані від 2235 до 1520-х рр. до н.е., були типовими для вавилонської, еламської, ассирійської та шумерської культур. Зикурати також були першими в історії людства центрами науки, своєрідними обсерваторіями, в яких жерці спостерігали за небесними світилами та життям Всесвіту.

## Загальний опис
Перші зикурати у формі примітивних східчастих терас з'явилися в Шумері наприкінці IV тисячоліття до н.е. Шумери, а за ними — ассирійці та вавилоняни, поклонялися своїм богам на вершинах гір і, зберігши цю традицію після переселення в низинне Межиріччя, зводили храми-насипи, сполучаючи небо і землю.
Зикурат є баштою з розміщених одна на одній звужених догори платформ — паралелепіпедів або зрізаних пірамід, кількістю від 3-х — у шумерів до 7-ми — у вавилонян, що не мали інтер'єру, за винятком верхнього майданчика, на якому розташовувалося святилище — «житло Бога». Тераси зикурату розфарбовували у яскраві кольори та з'єднували сходами або пандусами, стіни членували прямокутними нішами. Усередині стін розміщували кімнати, в яких мешкали священники та храмова прислуга. Поруч з зикуратом розташовувався храм, його вважали оселею Богів, а не приміщенням для ритуалів, обрядів і молитов.
Матеріалом для спорудження зикуратів була цегла — саман, додатково зміцнена шарами очерету, зовні зикурати облицьовували випаленою цеглою. Дощі та вітри руйнували ці споруди, їх періодично підновляли та відновлювали, тому вони з часом ставали вищими та більшими, змінювалася і їх конструкція. Шумери будували триступеневі зикурати на честь верховної трійці свого пантеону — бога повітря Енліля, бога вод Еа і бога неба Ану. Вавилонські зикурати були семиступеневими, забарвленими у символічні кольори небесних тіл (у кольори відомих у стародавньому Вавилоні п'яти планет, а також Місяця і Сонця), чорний (Сатурн, Нінурт), білий (Меркурій, Набу), пурпуровий (Венера, Іштар), синій (Юпітер, Мардук), яскраво-червоний (Марс, Нергал), срібний (Місяць, Сін) і золотий (Сонце, Шамаш).
Кожне місто Вавилонії мало свій зикурат. Достеменно відомо про 32 зикурати Месопотамії та навколо неї, 4 з яких знаходились на території сучасного Ірану, інші, переважно, в Іраку. Найславетнішим є зикурат Етеменанкі (з шумерської — Наріжний камінь Неба та Землі) у Вавилоні. На думку сучасних вчених, таких як Стівен Л. Гарріс, на біблійну історію про Вавилонську вежу ймовірно вплинув зикурат Етеменанкі під час вавилонського полону євреїв. Заввишки та завширшки у 91 метр, зикурат Етеменанкі мав 7 вертикальних виступів, розфарбованих у різні кольори. Облицьована цеглою поверх сирцевої кладки, вежа була міцно скріплена розчином бітуму. Викладений синіми кахлями верхній храм бога Мардука був увінчаний золотими рогами — знаком плодючості. Всередині храму не було ні статуй, ні барельєфів — лише золочені стіл та ложе визначали місце помешкання божества. Етеменанкі був складовою частиною розміщеного на площі в 16 гектарів та оточеного стіною з 12-ма воротами храмового комплексу бога Мардука — Есагіла, який вщент зруйнували у VI ст. до н. е. війська перського царя Ксеркса.
Другим за значенням зикуратом у Месопотамії вважають 7-ступеневий зикурат у Борсиппі — Еурмеімінанкі (з шум. — Храм семи володарів Неба та Землі), більш відомий як «Вежа мов», «Храм Набу» та «Храм семи сфер». На відміну від Етеменанкі, руїни зикурату Еурмеімінанкі заввишки понад 52 м збереглись до нинішнього часу.
У подальшій історії зикурати були більше адміністративними центрами, ніж сакральними спорудами. Останній помітний спалах активності у спорудженні месопотамських зикуратів засвідчений у VI ст. до н. е., наприкінці Нововавилонського періоду. Зикурати збереглися в Іраку (у стародавніх містах Борсиппі, Вавилоні, Дур-Шаррукіні, усі — I тис. до н. е.) та в Ірані (архітектурний комплекс Чога-Занбіль, XIII ст. до н. е.). Нині частково відреставрований один з найдавніших зикуратів царя Ур-Намму в Урі кінця III тис. до н. е. (див. — Зикурат в Урі).